# Vilaboa
Vilaboa település Spanyolországban, Pontevedra tartományban. Vilaboa Pontevedra, Marín és Moaña községekkel határos. Lakosainak száma 5869 fő (2024).

## Népesség
A település népessége az elmúlt években az alábbi módon változott:
| Lakosok száma | 5755 | 5853 | 6015 | 5978 | 5965 | 5972 | 6023 | 5874 | 6004 | 5869 |
|               | 2001 | 2004 | 2007 | 2009 | 2012 | 2014 | 2017 | 2019 | 2022 | 2024 |